# Степанов, Роман Анатольевич
Роман Анатольевич Степанов (укр. Роман Анатолійович Степанов; 21 января 1986) — украинский футболист, нападающий.

## Биография

### Клубная карьера
Воспитанник луцкой «Волыни». Профессиональную карьеру начал в клубе «Ковель-Волынь-2». В 2003 году попал в основу луцкой «Волыни». В Высшей лиге дебютировал 16 мая 2004 года в матче против донецкого «Шахтёра» (0:2). В 2004 году выступал за клуб «Иква». В 2006 году выступал на правах аренды за «Газовик-Скала». В 2007 году перешёл в белорусское «Динамо» из Бреста. В команде провёл 6 матчей. Вскоре вернулся на родину, выступал за любительские клубы «Водник» (Ровно) и ОДЕК (Оржев). Зимой 2009 года перешёл в бурштынский «Энергетик».

### Карьера в сборной
Выступал за юношеские сборные Украины до 17 лет и до 19 лет.

### Личная жизнь
Его сын Артём (род. 2007) также является футболистом.